# Абріль Конеса
Абріль Конеса (ісп. Abril Conesa, 25 лютого 2000) — іспанська плавчиня.
Призерка Чемпіонату світу з водних видів спорту 2019, 2022 років.
Призерка Чемпіонату Європи з водних видів спорту 2018 року.